# Pierbattista Pizzaballa
Pierbattista Pizzaballa, OFM (Castel Liteggio, Cologno al Serio, Província de Bèrgam, Itàlia, 21 d'abril de 1965) és un frare franciscà. Des de 2004 és custodi de Terra Santa. El 2023 va ser promogut cardenal. Per la situació complicada, només va poder prendre possessió de la seu l'abril de 2024. És membre de la comissió pel judaisme i l'islam.

## Formació
De molt jove se sentí molt vinculat al Tercer Orde de Sant Francesc i sentí un especial interès per la Custòdia de Terra Santa de l'orde franciscà. Entrà en l'orde dels Frares Menors de la Província de Cristo Rei, a Emília-Romanya (Nord d'Itàlia). El 1984 entrà com a novici a Verna (Arezzo). Professà vots el 14 d'octubre de 1989. El 15 de setembre de 1990 va ser ordenat capellà. Va estudiar teologia a la Universitat Pontifícia Antonianum de Roma l'octubre de 1990.
Fou traslladat a viure a Jerusalem, on es llicencià en teologia amb especialització en l'estudi bíblic el 1993 al Studium Biblicum Franciscanum (Facultat de Ciències Bíbliques i d'Arqueologia), a Jerusalem, a on fou alumne del professor A. Niccacci. Estudià llengua semita a la Universitat Hebrea de Jerusalem els anys 1995-1999. Hi va ser vicari parroquial de la comunitat catòlica d'israelians de Jerusalem. Va obtenir el doctorat amb el seu treball sobre L'Aliança en Terra de Moab. Anàlisi històrico-literària de Dt 29-30, sota la tutela d'A. Niccacci i del professor A. Rofè. Entre 1993-1994 estudià hebreu modern i llengües semítiques a la Universitat Hebrea de Jerusalem.
El 1998 fou nomenat ajudant de professor al Studium Biblicum Franciscanum i al Studium Theologicum Hierosolymitanum per l'estudi del judaisme i la Bíblia Hebrea. El 20 d'octubre de 2020 el papa Francesc el va nomenar Patriarca Llatí de Jerusalem.

## Publicacions
- Ritus de la Missa en hebreu. Coautor amb el pare Massimo Pazzini, (1995)
- Pizzaballa, Pierbattista «Per una pastoral de la pau: pel cardenal Pierbattista Pizzaballa, patriarca de Jerusalem». Documents d'Església, 1156, 2024, pàg. 457–467.